# Freies Gemeindekonsortium Agrigent
Das Freie Gemeindekonsortium Agrigent (ital. Libero consorzio comunale di Agrigento) ist eine Verwaltungseinheit der Autonomen Region Sizilien in Italien. Hauptstadt ist Agrigent. Es entstand durch Umwandlung der Provinz Agrigent (italienisch Provincia di Agrigento) mit dem Regionalgesetz Nr. 8 vom 24. März 2014 und den Regelungen des Regionalgesetzes Nr. 15 vom 4. August 2015.
Das Freie Gemeindekonsortium liegt an der Südküste Siziliens. Im Westen grenzt sie an das Freie Gemeindekonsortium Trapani, im Norden an die Metropolitanstadt Palermo, im Osten an das Freie Gemeindekonsortium Caltanissetta. Es ist in 43 Gemeinden gegliedert. Dazu gehört auch die Gemeinde Lampedusa e Linosa, die auf den Pelagischen Inseln liegt.
Auf einer Fläche von 3.042 km² leben 410.508 Einwohner (Stand 31. Dezember 2023). Haupterwerbszweige sind die Landwirtschaft und der Tourismus. Hauptanziehungspunkt sind die Archäologischen Stätten von Agrigent mit Tempelanlagen aus griechischer Zeit, die von der UNESCO zum Weltkulturerbe erklärt wurden. Weiter gibt es auch verschiedene natürliche Anziehungsorte in der Provinz, darunter die Scala dei Turchi in der Gemeinde Realmonte und den Regionalpark Riserva Naturale Orientata Monte Cammarata.

## Galerie

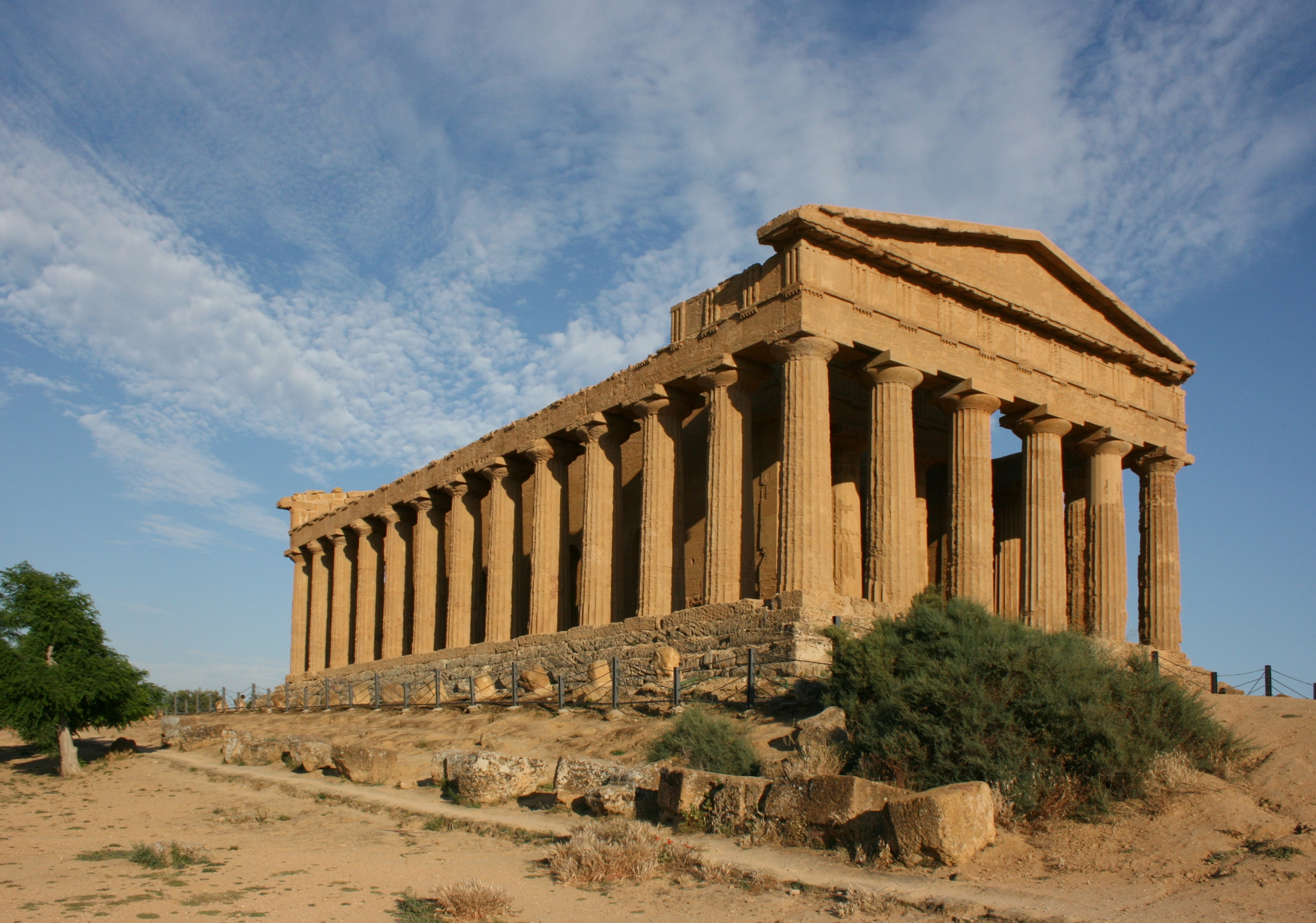
Concordiatempel Agrigent
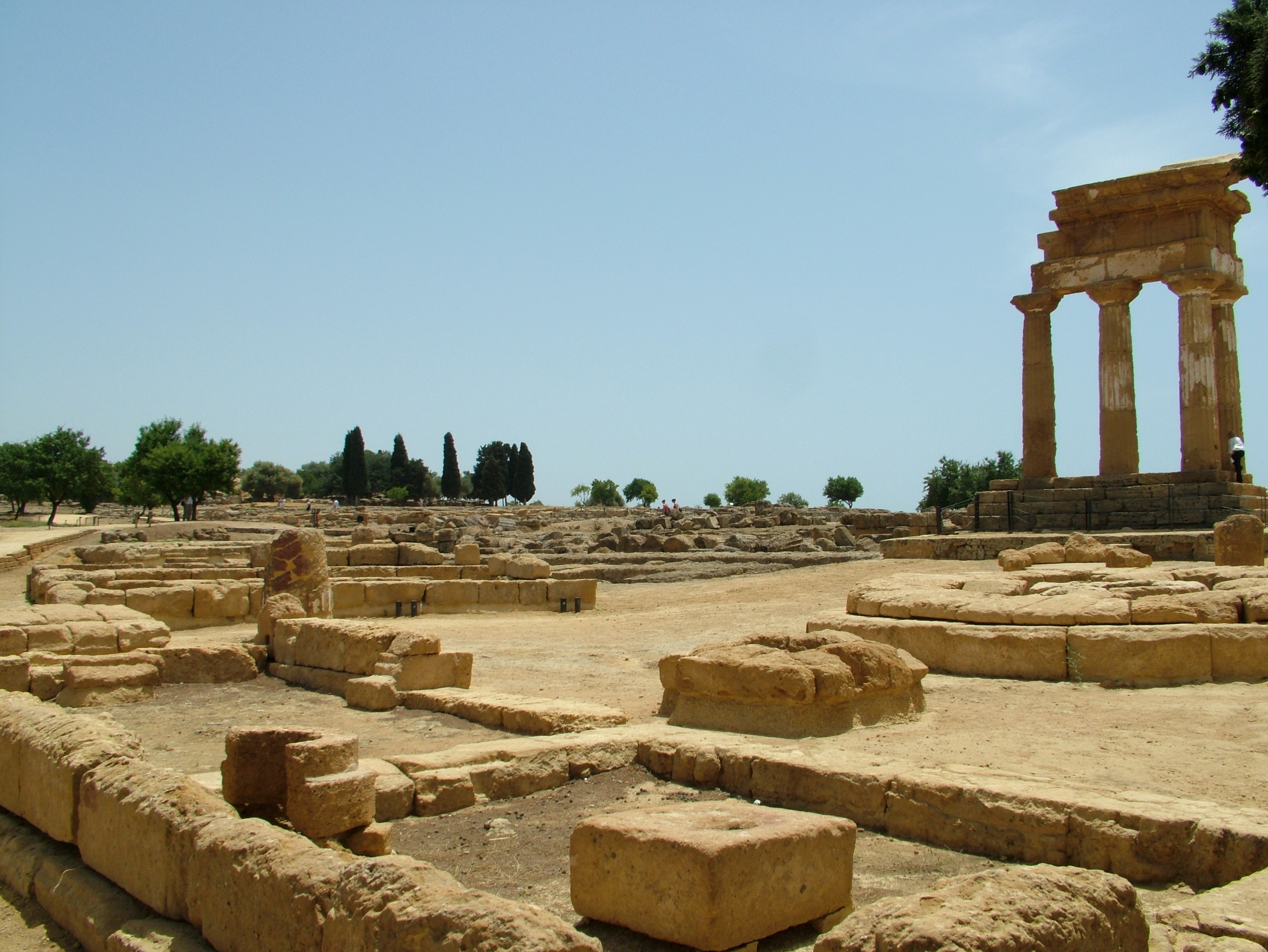
Heiligtum der chthonischen Gottheiten in Agrigent
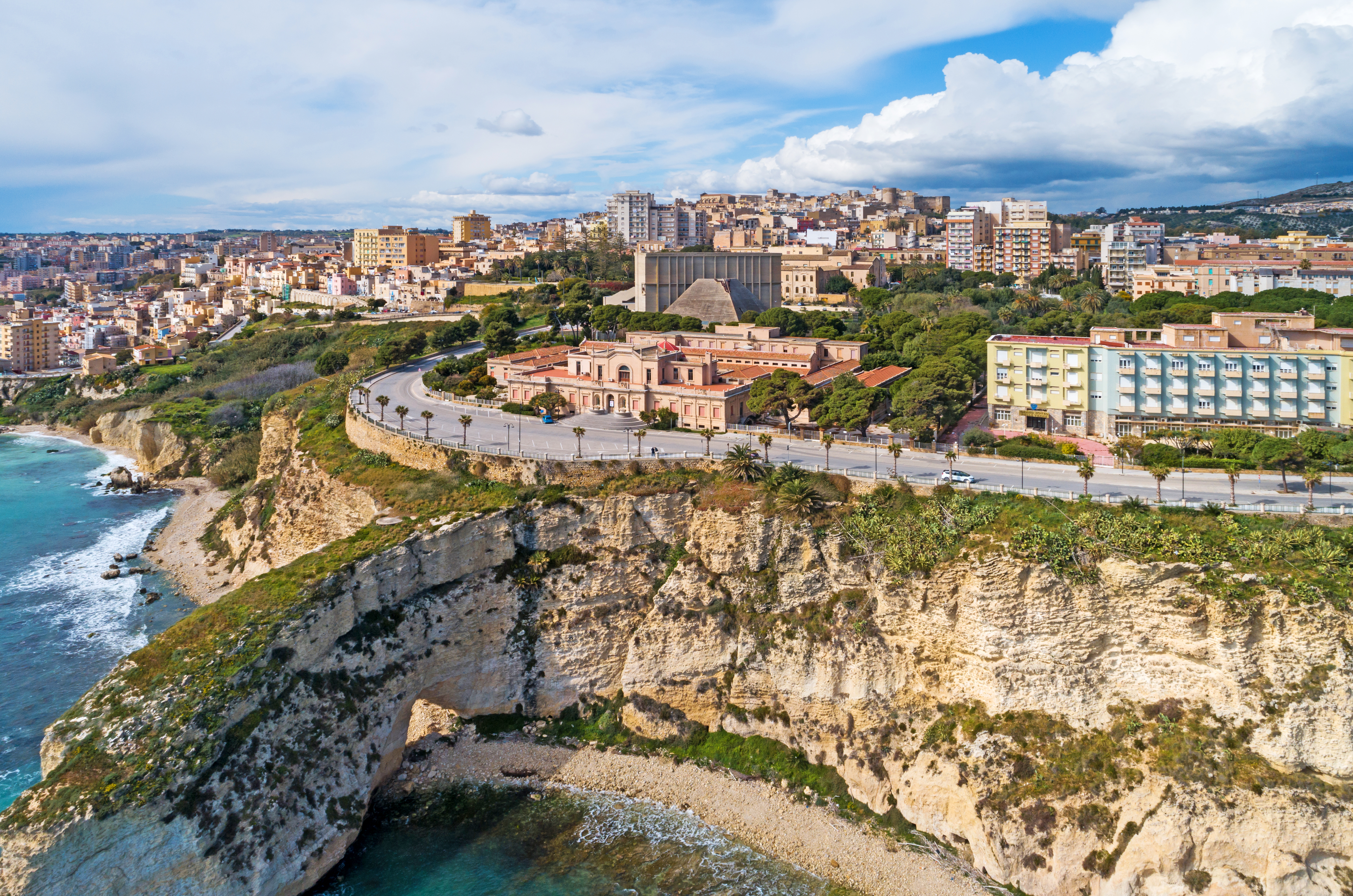
Sciacca
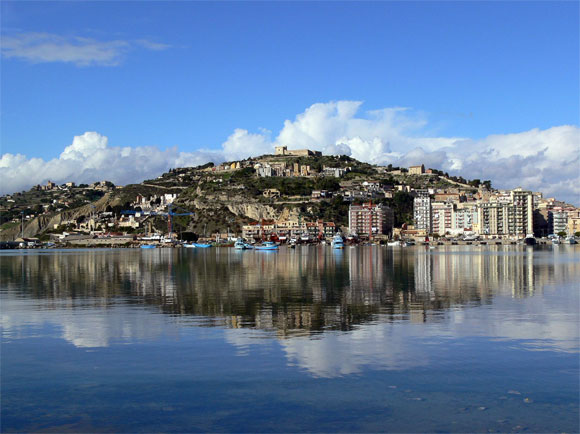
Licata
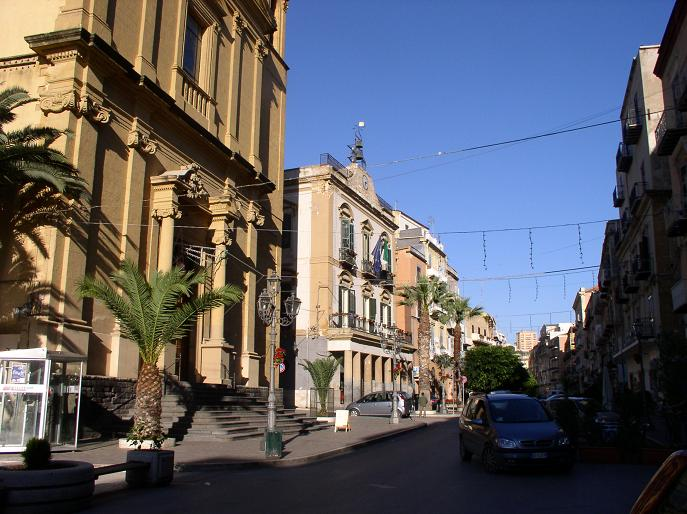
Porto Empedocle

## Größte Gemeinden
(Stand: 31. Dezember 2023)
| Gemeinde             | Einwohner |
| -------------------- | --------- |
| Agrigent             | 55.367    |
| Sciacca              | 38.749    |
| Licata               | 34.290    |
| Canicattì            | 34.394    |
| Favara               | 31.515    |
| Palma di Montechiaro | 21.369    |
| Ribera               | 17.802    |
| Porto Empedocle      | 15.600    |

→ Alle Gemeinden